# Josef Fares
Josef Fares, född 19 september 1977 i Beirut, Libanon, är en svensk filmregissör, manusförfattare, skådespelare och datorspelsutvecklare.

## Biografi
Josef Fares är bror till skådespelaren Fares Fares och son till skådespelaren Jan Fares. Josef Fares har assyriskt/syrianskt ursprung.
Fares kom till Sverige som tioåring och växte upp i Örebro. På gymnasiet gick han medieprogrammet på Rudbecksgymnasiet i Örebro. Han har sedan studerat filmregi på Dramatiska institutet.
År 2013 utvecklade Fares sitt första datorspel, Brothers: A Tale of Two Sons, tillsammans med Starbreeze Studios. År 2014 grundade han den egna spelstudion Hazelight.
Den 7 december 2017 uppträdde Josef på The Game Awards 2017 och höll ett "passionerat" tal när han stod på scen med programledaren Geoff Keighley, där han täckte många ämnen inklusive EA:s mikrotransaktionskontrovers med Star Wars Battlefront II (datorspel, 2017), och hans spel A Way Out; han kritiserade även Oscarsgalan på grund av deras likgiltiga inställning till videospel, i vad som blev känt som hans "fuck the Oscars"-tal. För sitt tal har han fått internationellt beröm av fansen och hans tal har skapat ett nytt internetmeme som involverar massvandalisering av relevanta Wikipediasidor, vanligtvis för att referera till filmen The Room från 2003, eftersom många jämförde honom med filmens regissör Tommy Wiseau.  Fares har lagt in sin "fuck the Oscars"-tal som ett påskägg i sitt spel It Takes Two (2021) och refererade till talet samtidigt som han tog emot spelets Game of the Year Award på The Game Awards 2021.
Hazelights första spel A Way Out lanserades i mars 2018 och hade Fares som regissör. Under de tre första veckorna såldes en miljon exemplar av spelet.
År 2019 skådespelade Josef Fares som regissör i tv-serien Solsidan.

## Branschperspektiv
I en intervju med The Washington Post efter It Takes Twos vinst vid Game Awards 2021 uttryckte Fares sitt perspektiv på flera ämnen inom spelindustrin. Han sa att han "hellre skulle bli skjuten i knät" än att inkludera NFT i framtida spel, han framförde också att det är fel att justera speldesignen för att få spelaren att betala, och sa "För mig är spel konst". Fares har också kommenterat ämnet sexuella trakasserier inom spelindustrin som togs upp vid The Game Awards 2021 med avseende på Activision Blizzard och dess VD Bobby Kotick, och sade "Jag tror att man ibland måste gå igenom lite skit för att komma till andra sidan. Det är vad som händer", samt att fackföreningar hjälper till "men det är bara en av sakerna. Jag tror inte att det löser allt. Utbildning och kunskap, det tror jag är viktigast." 

### Sommarvärd i P1 2022
Josef Fares var sommarvärd i P1 2022.

## Filmografi (i urval)
| 1996 | Gangstaz n Cash (kortfilm)    | Ja | Ja |    |    |    |    |
| 2000 | Jalla! Jalla!                 | Ja | Ja |    |    |    |    |
| 2003 | Kopps                         | Ja | Ja |    |    |    |    |
| 2003 | Kom Då! (kortfilm)            | Ja | Ja |    |    |    |    |
| 2004 | Babylonsjukan                 |    |    | Ja |    |    |    |
| 2005 | Zozo                          | Ja | Ja |    |    |    |    |
| 2007 | Leo                           | Ja | Ja | Ja |    | Ja |    |
| 2008 | Hockeymodell (kortdokumentär) | Ja |    |    | Ja | Ja |    |
| 2010 | Farsan                        | Ja | Ja |    |    |    |    |
| 2010 | Snabba Cash                   |    |    |    |    |    | Ja |
| 2019 | Solsidan                      |    |    | Ja |    |    |    |

## Videospel
| År   | Titel                        | Regissör | Manus |
| ---- | ---------------------------- | -------- | ----- |
| 2013 | Brothers: A Tale of Two Sons | Ja       | Ja    |
| 2018 | A Way Out                    | Ja       | Ja    |
| 2021 | It Takes Two                 | Ja       | Ja    |
| 2025 | Split Fiction                | Ja       | –     |

## Priser och utmärkelser
- 2001 – Guldsolen för Jalla! Jalla!
- 2001 – Bo Widerberg-stipendiet
- 2006 – Nordiska rådets filmpris för Zozo
- 2006 – Crystal Simorgh Prize/bästa manus för Zozo vid Fajr International Film Festival
- 2006 – Guldbagge-nominerad/bästa regi för Zozo
- 2006 – Guldbagge-nominerad/bästa manus för Zozo
- 2006 – Drömfångaren
- 2008 – Guldbagge-nominerad/bästa regi för Leo
- 2010 – Bästa arabiska filmskapare för Farsan vid Doha Tribeca Film Festival
- 2013 – Bästa Xbox 360-spel för Brothers: A Tale of Two Sons av VGX[19]
- 2021 - Årets bästa spel för It Takes Two av The Game Awards 2021